# Angaeus lenticulosus
Angaeus lenticulosus är en spindelart som beskrevs av Simon 1903. Angaeus lenticulosus ingår i släktet Angaeus och familjen krabbspindlar.
Artens utbredningsområde är Vietnam. Inga underarter finns listade i Catalogue of Life.